# مركز باب الزوار التجاري والترفيه
مركز باب الزوار التجاري والترفيه (بـالفرنسية:Centre Commercial et de Loisires Bab Ezzouar) هو مركز تسوق يقع في منطقة إستراتيجية بوسط حي الأعمال الجديد ببلدية باب الزوار بمدينة الجزائر العاصمة، الجزائر. ويتضمن 100 محل تجاري 53% منها لتجار محليين، و23 مطعما متخصصا. وهو الأول من نوعه محليا ومغاربيا.
حقق مركز باب الزوار التجاري منذ افتتاحه يوم 5 أوت 2010 رقم أعمال يقارب 80 مليون يورو وأكثر من 18 مليون زائر. حيث وصل لـ5.5 مليون زائر زبون في عام 2011، و6.2 مليون في 2012 بزيادة تقدر بـ12%، وسيصل إلى 8 ملايين زبون خلال نهاية 2013.

## الوصف
يتمركز مركز باب الزوار التجاري على مساحة إجمالية تقدر بـ100.000 م² منها 45.000 م² مجموع مساحة أرضية المركز المكونة من مساحات التجزئة القابلة للإيجار والمرافق الترفيهية على ثلاثة طوابق، تشمل 100 متجر وعددا كبيرا من المطاعم والمقاهي علاوة على هايبر ماركت وسينما متعددة الصالات وقاعة للبولينغ وبرجين بمساحة 20.000 م² خصصا للمكاتب، بالإضافة إلى 1700 مكان لتوقيف السيارات. يحتل موقعا استراتيجيا بحي الأعمال الجديد بباب الزوار بحيث لا يستغرق الوصول إليه انطلاقا من مطار هواري بومدين الدولي سوى مدة 5 دقائق و15 دقيقة من قلب مدينة الجزائر العاصمة،